# Thakkolam
Thakkolam (o Takkolam) è una suddivisione dell'India, classificata come town panchayat, di 11.919 abitanti, situata nel distretto di Vellore, nello stato federato del Tamil Nadu. In base al numero di abitanti la città rientra nella classe IV (da 10.000 a 19.999 persone).

## Geografia fisica
La città è situata a 13° 02' 17 N e 79° 43' 45 E.

## Società

### Evoluzione demografica
Al censimento del 2001 la popolazione di Thakkolam assommava a 11.919 persone, delle quali 6.417 maschi e 5.502 femmine. I bambini di età inferiore o uguale ai sei anni assommavano a 1.245, dei quali 662 maschi e 583 femmine. Infine, coloro che erano in grado di saper almeno leggere e scrivere erano 8.321, dei quali 5.118 maschi e 3.203 femmine.